# Дробница

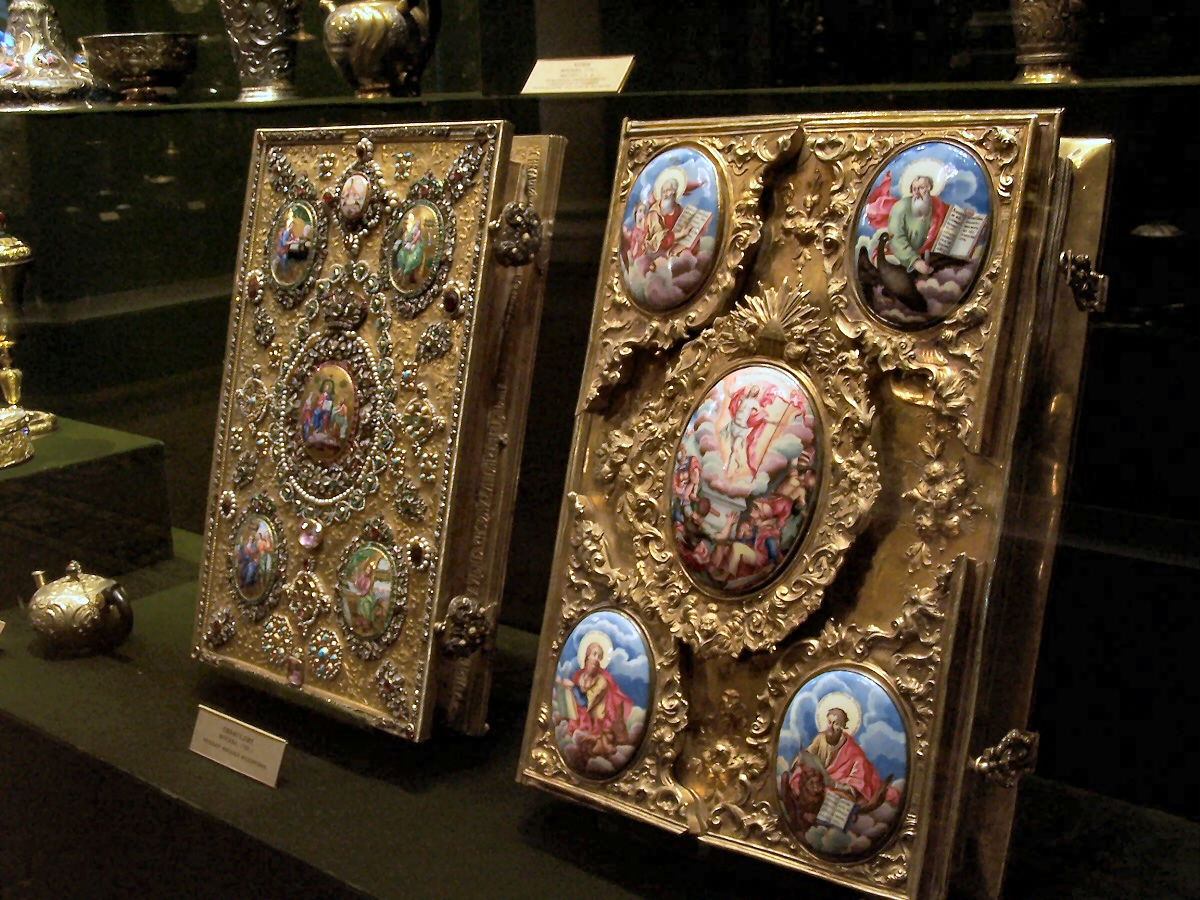
Евангелия в окладах с эмалевыми дробницами

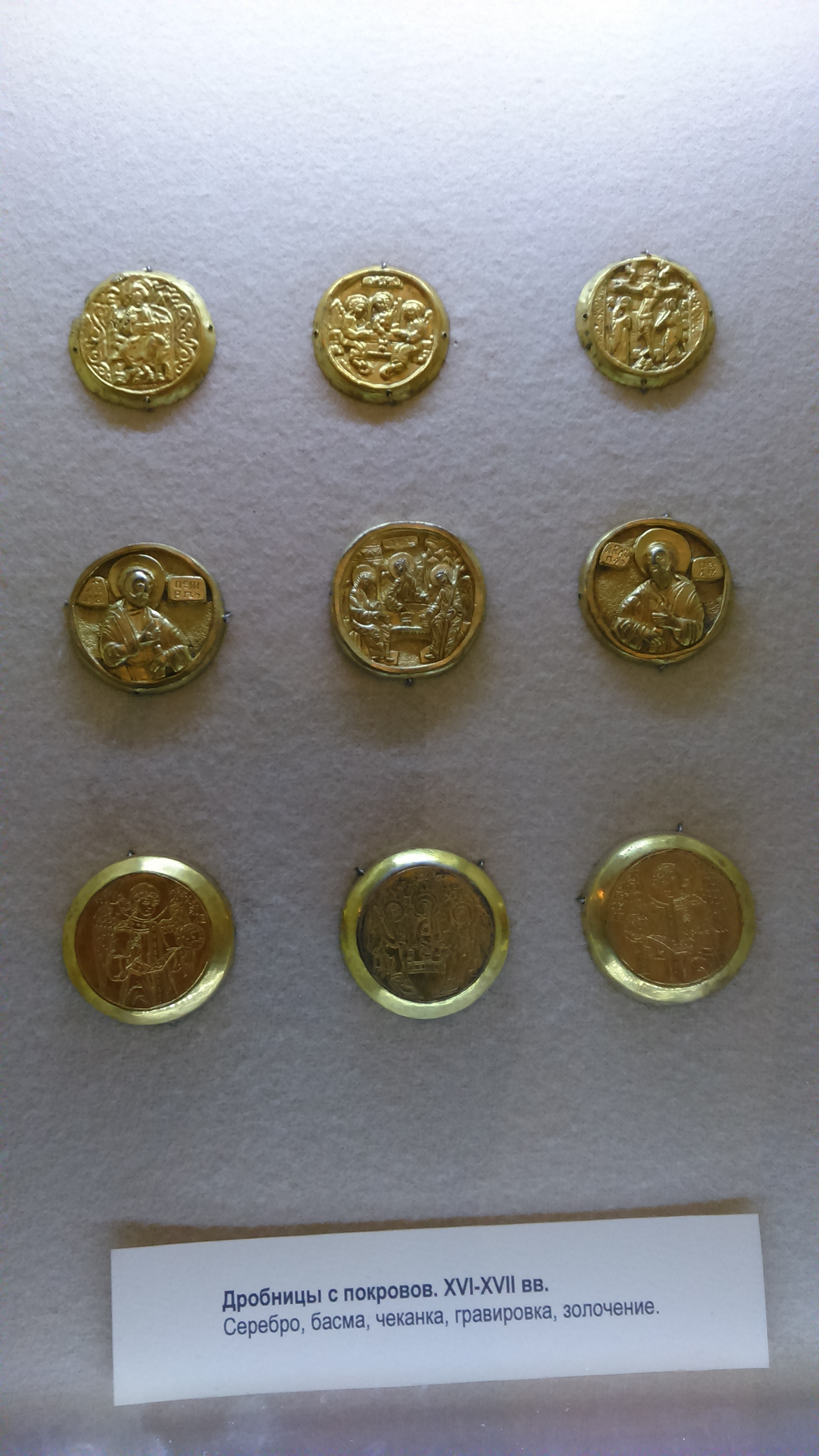
Нашивные дробницы

- Дробница — в русском церковном ювелирном искусстве миниатюрные вставки, выполняемые на обложках Евангелия, митрах, панагиях или на парадных богослужебных облачениях. Дробницы выполняются в форме пластин с отверстиями для крепления к украшаемому ими предмету.
- Дробницами называли металлические бляхи или пластинки, большей частью плоские и круглые, иногда продолговатые, служившие для украшения древнерусского платья: ферязей, опашней.
- Дробница — мешочек или коробка для ружейной дроби.
- Дробница — народное название вероники длиннолистной (Veronica Longifolia)